# Megalex
Megalex est une série de bande dessinée de science-fiction racontant l'histoire d'une planète-cité totalitaire et d'un groupe de résistants écologistes. Elle prend place dans le monde de L'Incal.
Elle est publiée chez Les Humanoïdes Associés.
Écrit à l'origine pour Katsuhiro Otomo, le créateur d'Akira[réf. nécessaire], Megalex a finalement été confié à Fred Beltran, jeune dessinateur féru d'informatique. Beltran a conçu ses images sur son ordinateur, modelant objets et décors en trois dimensions, choisissant les angles de vision les plus efficaces à la manière d'un chef opérateur de cinéma.

## Albums
- Megalex, Les Humanoïdes Associés :

1. L'Anomalie (1999)[1]
2. L'Ange bossu (2002)
3. Le cœur de Kavatah (2008)